# 杉欣也
杉 欣也（すぎ きんや、1956年1月12日 - ）は、日本の元俳優。本名同じ。埼玉県出身。
桜美林大学中退。東映俳優センターに所属していた。

## 来歴・人物
実父は俳優の杉義一、母は元女優の大野陽子。祖父は俳優・歌手の杉狂児、3人の叔父（父の弟）も、それぞれ元俳優の杉裕之や、映画関係者という芸能一家に育つ。娘は女優の杉莉々子。
父がジャパンアクションクラブ（現・ジャパンアクションエンタープライズ）の重役を務めていた関係で、学生時代より東映のキャラクターによるアトラクションショーにアルバイトとして参加する。ショーに出演していた当時、父の友人でもある俳優の潮健児に目をかけてもらい、ショーでは戦闘員役だったが、潮がショーで演じていた『仮面ライダー』の「地獄大使」の前を箒で掃いて素通りするなど、目立つ役柄を与えてもらい、ほかの戦闘員役より待遇を良くしてもらっていた。
東映演技研修所を経て東映俳優センターに所属。研修所の同期には、永島敏行、山口良一らがいた。
テレビドラマの端役を経て、1979年『暴力戦士』（東映）に主役メンバーの一人で映画デビュー。1981年、特撮番組『太陽戦隊サンバルカン』（テレビ朝日）にバルシャーク / 鮫島欣也役としてレギュラー出演し人気を博す。『サンバルカン』出演の経緯は、欣也の父親である義一が吉川進プロデューサーと知り合いで、欣也自身もJACに出入りしていて体の動きが良かったことによる。
その後は、ライオン奥様劇場『雪の蛍』にレギュラー出演したほか、『太陽にほえろ!』『特捜最前線』などの刑事ドラマにゲスト出演。35歳になるころに俳優を引退し、建設関係の仕事に従事する。

## エピソード
- 『サンバルカン』撮影期間の前半に結婚[7]。
- 撮影当時は共演者の大鷲龍介 / 初代バルイーグル 役の川崎龍介の自宅によく泊まっていたという。
- 2004年には川崎らと共にトークショーに参加し、東條昭平監督について「とてもおっかない人で子供にはとても厳しかった」と語っていた。
- 同じく共演者の飛羽高之 / 二代目バルイーグル 役の五代高之とは、2018年のインタビューで杉とはメールのやり取りなど交流が続いていることを語っている[8]。

## 出演

### テレビドラマ
- 特捜最前線（ANB）
  - 第57話「改造拳銃・失われたロック!」（1978年）
  - 第82話「望郷殺人カルテット!」（1978年）
  - 第126話「姿なき誘拐魔!」（1979年）
  - 第169話「地下鉄・連続殺人事件!」（1980年） - 麻雀店の客
  - 第282話「ラッシュアワーの女!」（1982年）
  - 第433話「モーニング・コールの証明!」（1985年）
  - 第464話「埋み火・闇に濡れる哀切のルージュ!」（1986年）
  - 第481話「連続爆破・共犯者は街に溢れる!」（1986年）
- スパイダーマン 第23話「家なき子たちに愛の学園を」（1978年、12ch） - 英二
- 恐竜戦隊コセイドン 第42話「翔べ 人間大砲コセイダー」（1979年、12ch） - 男
- スーパー戦隊シリーズ（ANB）
  - バトルフィーバーJ 第34話「地獄で笑う闇将軍」（1979年） - 新車の持ち主
  - 電子戦隊デンジマン 第33話「吸血楽器レッスン」（1980年） - 三郎
  - 太陽戦隊サンバルカン（1981年 - 1982年） - 鮫島欣也 / バルシャーク
- 燃えろアタック 第56話「炎のフライングレシーブ」（1980年、ANB） - 藤村勇一
- 爆走! ドーベルマン刑事 第8話「消えた黒バイ!」（1980年、ANB）
- 仮面ライダー（新） 第33話「ハロー! ライダーマン ネズラ毒に気をつけろ!!」（1980年、MBS） - アベック
- 大江戸捜査網（TX）
  - 第440話「甘い誘惑 毒殺人名録」（1982年）
  - 第453話「悪役志願 替え玉一発勝負」（1982年）
  - 第562話「おんな武士道・赤い暗殺網」（1982年）
  - 第618話「母さんと呼んでいいかい?」（1983年） - 職人
- 刑事ヨロシク 第6話「禁じられた火遊び」（1982年、TBS） - 消防士
- 源九郎旅日記 葵の暴れん坊 第21話「葉隠れは金魚侍と見つけたり」（1982年、ANB） - 中田
- ライオン奥様劇場 / 雪の蛍（1983年、CX）
- 新・女捜査官 第7話「刑事の初恋は夫殺しの美女!?」（1983年、ABC）
- ザ・ハングマンシリーズ（ABC）
  - 新ハングマン 第13話「天使を喰うハイエナ病院」（1983年） - 大東平和連盟 連盟員
  - ザ・ハングマン4 第12話「タイガーキャブの本拠が襲われる!」（1984年） - 高原組組員
  - ザ・ハングマンV 第14話「エジソンがラブホテルで殺人者にされる!」（1986年） - KGクラブのホスト
- 若き血に燃ゆる〜福沢諭吉と明治の群像（1984年、TX）
- 太陽にほえろ!（NTV）
  - 第595話「マミー激走!」（1984年） - 原田譲二
  - 第653話「一枚のシール」（1985年） - 響組のチンピラ
  - 第673話「狼の挽歌」（1985年） - 寺田武志
  - 第704話「未亡人は十八才」（1986年） - 黒田剛志
  - 第718話「そして又、ボスと共に」（1986年） - 恩田三郎
- 土曜ワイド劇場（ANB）
  - 松本清張の葦の浮船（1984年）
  - 西村京太郎トラベルミステリー
    - 5 東北新幹線殺人事件（1984年）
    - 7 特急"白鳥"十四時間（1985年）

  - 家路の果て 建売住宅ローン殺人事件!（1985年）
  - 釣部渓三郎の推理! 北アルプス餓鬼岳の殺人（1986年） - 國友一明
- 気分は名探偵 第9話「圭介の仁義なき戦い」（1984年、NTV） - ボーイ
- 金曜・女のドラマスペシャル / サヨウナラあなた あなたも夫を捨てられる（1984年、CX）
- 暴れん坊将軍II 第112話「新様まいる、おてふ恋日記」（1985年、ANB） - 与平次
- 影の軍団IV 第16話「女忍者、最後の涙」（1985年、KTV）
- 真田太平記 第16話「名護屋撤退」（1985年、NHK） - 真田の使者
- 私鉄沿線97分署 第69話「ABO!? 血液型大戦争!!」（1986年、ANB）
- 遠山の金さんII 第39話「破談を狙うガンコ親父の涙!」（1986年、ANB） - 山崎晋之助
- あぶない刑事 第8話「偽装」（1986年、NTV）
- 火曜サスペンス劇場 / 盗聴する女（1986年、NTV）
- おんな風林火山（1986年 - 1987年、TBS） - 織田信興
- 若大将天下ご免!（1987年、ANB） - 留三
- NEWジャングル 第16話「今どきの女」（1988年、NTV）
- はぐれ刑事純情派 第3話「カフェバーで拾った女」（1988年、ANB）

### 映画
- 暴力戦士（1979年、東映） - アントニオ
- 劇場版 太陽戦隊サンバルカン（1981年、東映） - 鮫島欣也 / バルシャーク
- 人生劇場（1983年、東映） - 学生
- 日本海大海戦 海ゆかば（1983年、東映）
- 必殺! THE HISSATSU（1984年、松竹）
- キャバレー（1986年、東宝） - スターダスト従業員
- 化身（1986年、東映） - 萩原
- 嵯峨野の宿（1987年、日活） - 野田健太郎

### 舞台
- 新・好色一代男 あんぽんたん物語（1982年、明治座）